# San Emiliano
San Emiliano – gmina w Hiszpanii, w prowincji León, w Kastylii i León, o powierzchni 210,73 km². W 2011 roku gmina liczyła 699 mieszkańców.